# Onix Hotel
Onix Hotel este un hotel de patru stele din Cluj-Napoca, deținut de omul de afaceri Adrian Augustin Baciu, prin intermediul companiei AB Onix Hotel.
Hotelul are 68 de camere și are restaurante cu o capacitate totală de 200 de persoane, două terase, bar cu 50 de locuri și cort de evenimente cu o capacitate de 400 de persoane.
Clienții hotelului Onix provin în special din segmentul de business.
Adrian Augustin Baciu deține și pachetul majoritar de 82% din acțiuni la compania Turism Arieșul.
Cifra de afaceri:
- 2008: 1,6 milioane euro[1]
- 2007: 1,4 milioane euro[1]